# Запорожское сельское поселение (Ленинградская область)
Запоро́жское се́льское поселе́ние — муниципальное образование в составе Приозерского района Ленинградской области. Административный центр — посёлок Запорожское. Численность постоянно зарегистрированного  населения по состоянию на 01.01.2022 год составляет 2818 человек.

## География
Поселение расположено в юго-восточной части района.
По территории поселения проходят автомобильные дороги:
- 41А-025 (Ушково — Пятиречье)
- 41К-012 (Санкт-Петербург — Приозерск)
- 41К-017 (Пески — Подгорье)

Расстояние от административного центра поселения до районного центра — 94 км.

## История
Первое известное территориальное образование, включающее земли Запорожского сельского поселения, известно с 1500 года, когда была составлена «Переписная окладная книга Водской пятины». В селении Саккола (теперь — Громово) находился центр Михайловского Саккульского погоста Корельского уезда Новгородской Земли; к этому погостам и относились тогда земли современного Запорожского сельского поселения. В 1580 году по мирному договору земли погоста отошли к Швеции, оставаясь под её владычеством более ста лет с незначительными перерывами.
По Ништадтскому миру бывшие новгородские погосты возвращаются в состав России, но их прежнее население — православные карелы и ижоры, в основном уже покинуло край вследствие притеснений, а на освободившиеся земли были переселены финноязычные лютеране из губерний шведской части Карелии.
Земли современного сельского поселения в разных качествах пребывали в составе Выборгской губернии до 1940 года, когда после Зимней войны согласно Московскому договору бо́льшая часть Выборгской губернии была передана СССР, финское население эвакуировано, а вновь образованный Раутовский район был заселён переселенцами из внутренних областей СССР.
В ходе Советско-финской «войны-продолжения», в 1941 году в деревни поселения вернулись прежние жители, но в 1944 году они вновь покинули свои дома, на этот раз навсегда.
5 октября 1956 года в результате объединения Гражданского и Денисовского сельсоветов в составе Сосновского района образован Запорожский сельсовет.
9 декабря 1960 года Сосновский район был упразднен, Запорожский сельсовет вошёл в состав Приозерского района.
18 января 1994 года постановлением главы администрации Ленинградской области № 10 «Об изменениях административно-территориального устройства районов Ленинградской области» Запорожский сельсовет, также как и все другие сельсоветы области, преобразован в Запорожскую волость.
1 января 2006 года в соответствии с областным законом № 50-оз от 1 сентября 2004 года «Об установлении границ и наделении соответствующим статусом муниципального образования Приозерский муниципальный район и муниципальных образований в его составе» было образовано Запорожское сельское поселение, в состав которого вошла территория бывшей Запорожской волости.

## Символика
Герб — в зелёном поле под елеобразной главой, волнообразно пересечённой лазурью и серебром, обременённой золотой рыбацкой лодкой на волнах, с таковым же рулем, уключиной и мачтой с серебряным парусом на ней, — серебряная пониженная волнистая перевязь, смещённая вниз и вправо и над ней — золотой идущий олень. Внесён в Государственный геральдический регистр Российской Федерации — № 2114
Флаг — прямоугольное полотнище с отношением ширины флага к длине 2:3, воспроизводящее композицию герба в зелёном, жёлтом, голубом, и белом цветах
Внесён в Государственный геральдический регистр Российской Федерации — № 2115.

## Население
| 2006  | 2010  | 2011  | 2012  | 2013  | 2014  | 2015  |
| ----- | ----- | ----- | ----- | ----- | ----- | ----- |
| 2200  | ↗2605 | ↗2614 | ↗2640 | ↗2710 | ↗2722 | ↗2766 |
| 2016  | 2017  | 2018  | 2019  | 2020  | 2021  | 2023  |
| ↗2789 | ↘2783 | ↗2799 | ↘2791 | ↗2793 | ↘2782 | ↗2799 |
| 2024  | 2025  |       |       |       |       |       |
| ↘2767 | ↗2780 |       |       |       |       |       |

## Состав сельского поселения
| № | Населённый пункт | Тип населённого пункта          | Население    |
| - | ---------------- | ------------------------------- | ------------ |
| 1 | Денисово         | посёлок                         | ↗161 (2017)  |
| 2 | Замостье         | деревня                         | ↘7 (2017)    |
| 3 | Запорожское      | посёлок, административный центр | ↘2165 (2017) |
| 4 | Луговое          | посёлок                         | ↗139 (2017)  |
| 5 | Пески            | посёлок                         | ↘3 (2017)    |
| 6 | Пятиречье        | посёлок                         | ↗251 (2017)  |
| 7 | Удальцово        | деревня                         | ↘57 (2017)   |

## Экономика
Градообразующим предприятием Запорожского поселения является АО «ПЗ Гражданский» — сельскохозяйственное предприятие, образованное в 1945 году. 

## Инфраструктура
- ООО «Экон»
- ГБУ ЛО «Сосновское ГООХ»
- 15 садоводств
- МОУ «Запорожская ООШ»
- МДОУ № 16
- ФАП
- 2 салона красоты
- 3 библиотеки
- МУК Запорожское КО
- Отделение связи
- Сбербанк филиал
- Спортзал
- 2 стадиона
- Столовая АО «ПЗ Гражданский»
- Гостиница  ГБУ ЛО «Сосновское ГООХ»[1]